# Francis Barlow
Pour les articles homonymes, voir Barlow.
Francis Barlow ou Barlowe, né vers 1626 et mort en 1704, est un peintre et graveur-illustrateur anglais.

## Biographie
Élève du Londonien William Sheppard, portraitiste n'exerçant qu'accessoirement l'activité de peintre animalier, son inspiration est proche de celle du Néerlandais Melchior d'Hondecoeter.
Son œuvre est en harmonie avec le goût de ses contemporains pour la nature, les animaux et la chasse.
Sa réputation fut telle qu'il décora des plafonds de châteaux et travailla à des projets de monuments pour l'Abbaye de Westminster.
En tant que graveur, il produit quelques œuvres importantes. Il réalise notamment 12 illustrations pour un poème mystique d’Edward Benlowes Theophila or Love’s Sacrifice.
Il trace moins de dessins préparatoires pour ses estampes que son important prédécesseur, Wenceslas Hollar, et cherche à exploiter davantage la liberté du trait qu’offre l’eau-forte.
Il est important à plusieurs titres :
- il s'agit du premier peintre anglais à faire des sujets sportifs ;
- il fournit de nombreux dessins pour les autres aquafortistes et graveurs. Il réalise ainsi la plupart des planches ou des dessins à graver d’animaux de la seconde moitié du XVIIe siècle. Les graveurs à l'eau-forte Gaywood, Jan Griffier, Hollar, Thomas Neale et Francis Place ont tous mordu d’après ses dessins.

Son œuvre la plus importante est l’illustration des Fables d’Ésope, publiées en 1666. Il réalise les 110 illustrations, un frontispice et une page de titre. Il présente ses excuses pour avoir mordu et non gravé au burin ses dessins mais il estime qu'il n’est pas graveur ou aquafortiste mais bien un « partisan de la peinture ». Il recherche l'expressivité du dessin plus que la netteté de la gravure au burin qui, selon lui, fait perdre un peu de l'esprit de la peinture.
Par la suite, Barlow produit des planches de manière intermittente mais il les signe peu, semblant peu soucieux de savoir si on reconnaît sa main. Ainsi, certaines de ses estampes ont été attribuées à d’autres.
Il produit par ailleurs l’un des seuls dessins humoristiques du siècle : The Cheese of Dutch Rebellion (1672-3), qui ait à la fois un intérêt artistique et historique. Il y est plus influencé par les satires hollandaises que par une quelconque tradition anglaise. Sans doute a-t-il eu l'occasion de voir et de s'inspirer des estampes hollandaises et des peintures de Jérôme Bosch.
Francis Barlow est aussi le dessinateur et le graveur de plusieurs jeux de cartes politiques et satiriques (les premiers du genre) publiés à l’occasion de la (fausse) conjuration des catholiques anglais appelée « Popish Plot » (Complot papiste). On lui attribue quatre jeux parus entre 1679 et 1688, et un en 1704.